# 伊爾平宣言
《伊爾平宣言》（俄語：Ирпенская декларация）是自由俄羅斯軍團、國家共和軍和俄羅斯志願軍團於2022年8月31日結成的政治聯盟。國家共和軍的存在從未得到證實，而俄羅斯志願軍團否認曾簽署該宣言。

## 歷史
該宣言於2022年8月21日在烏克蘭伊爾平簽署，此前該城市曾發生一場激烈的城市巷戰，3000名烏軍成功抵禦了3萬名俄軍的進攻。該宣言形成了自由俄羅斯軍團、國家共和軍和俄羅斯志願軍團之間的聯盟，並共同採用白藍白旗幟，成立了一個聯合政治中心，旨在代表他們的利益向不同國家的政府機構提出訴求，組織共同的信息政策，並由俄羅斯政治家伊利亞·波諾馬廖夫擔任領導。
據《基輔郵報》估計，在簽署時，聯合部隊共有1000名士兵。在簽署文件後，舉行了一場新聞發布會，領導人討論了文件的內容。發言人包括伊利亞·波諾馬廖夫、《明日報》總編輯羅曼·波普科夫、作家奧列克西·托爾卡切夫、「大聲說話」的領導人安德烈·西德爾尼科夫和前俄羅斯總統弗拉基米爾·普京顧問安德烈·伊拉里奧諾夫。他們的共同目標是：
擊敗俄羅斯軍隊在烏克蘭的據點，解放頓巴斯和克里米亞，以及摧毀普京政權及其餘黨。
該宣言引起了俄羅斯國內、俄羅斯僑民以及烏克蘭人的強烈反對。批評者引用伊拉里奧諾夫與俄羅斯政府的密切聯繫，以及波諾馬廖夫是公正俄羅斯黨成員（該黨領袖謝爾蓋·米羅諾夫曾呼籲暗殺烏克蘭總統弗拉基米爾·澤連斯基），這引起了廣泛批評。
此外，波諾馬廖夫曾聲稱克里米亞歷史上屬於俄羅斯，並且克里米亞人民希望加入俄羅斯，這一觀點再次引起烏克蘭媒體的關注，因為波諾馬廖夫只是基於國際法的原因投票反對吞併。
而批評者對在伊爾平的廢墟中簽署並命名宣言的決定提出批評，因為該城市是由俄羅斯所摧毀。對於國家共和軍是否存在存在疑問，這可能是由於該組織的保密性，或者根本不存在。另外，俄羅斯志願軍團的領導層表示，儘管他們出席了峰會，但他們從未簽署任何文件，也不會參與波諾馬廖夫創建的任何機構，也不會採用白藍白旗幟。
波諾馬廖夫和該組織否認與2023年無人機襲擊克里姆林宮事件有任何關聯。然而，波諾馬列夫表示他知道是哪個游擊組織實施了這次襲擊，但他拒絕透露是哪個組織，因為他們尚未承認責任。